# Karen Geurtsen
Karen Geurtsen  (Gorssel, 1983) is een Nederlands journaliste.
Geurtsen volgde voortgezet onderwijs in Warnsveld op het Isendoorn College. Na haar eindexamen studeerde ze Europees Beleid aan de Universiteit van Amsterdam en Journalistiek & Nieuwe Media in Leiden. Na een stage bij HP/De Tijd trad zij in september 2009 aansluitend in dienst. Haar eerste grote project voor het blad betrof een undercoveractie door vier maanden als beleidsmedewerker van Raymond de Roon in dienst te zijn bij de PVV van Geert Wilders (waarover ze ook het boek Undercover bij de PVV schreef samen met collega Boudewijn Geels). Behalve onder haar eigen naam publiceerde Geurtsen tijdens de sollicitatieprocedure bij de PVV ook artikelen onder de alias Isabel de Jong.
Vanaf maart 2016 werkt zij als journaliste voor de KRO-NCRV. In 2021 deed zij onderzoek samen met collega journalisten naar illegale handel in plastic afval in Antwerpen en gaat op onderzoek uit voor het televisieprogramma Pointer.

## Boek
- 2010: Undercover bij de PVV - ISBN 9789058315380